# Ігнатьєвська печера
54°53′58″ пн. ш. 57°46′52″ сх. д. / 54.899447° пн. ш. 57.781221° сх. д.
Ігнатьєвська печера (Ігната, Ігнатова, Ігнатієвська, Дальня, Серпієвська, Ямази-Таш) — велика вапнякова печера на березі річки Сім, притоки річки Білої на Південному Уралі, Росія.
 
В 1980 році був виявлений тім'яний настінний малюнок фігури Венери. Вважається, що двадцять вісім червоних точок між її ногами представляють жіночий менструальний цикл.

Печера також містить мікроліти, залишки тварин та велику кількість петрогліфів, а також прошарок поселення залізної доби
Хоча деякі джерела пов'язують малюнки з верхнім палеолітом, радіовуглецеве датування пігментів навело датування від 6 000 до 8 000 років тому
Печера Капова розташована приблизно за 120 км від печери Ігнатьєвська.
Філія Ільменського заповідника з 1983 року